# Strallegg
Strallegg è un comune austriaco di 1 942 abitanti nel distretto di Weiz, in Stiria.